# Pentapolis
Vévodství Pentapolis (latinsky Ducatus Pentapolis, řecky Δουκάτον Πενταπόλεως) bylo raně středověké vévodství na území dnešní Itálie, které patřilo Byzantské říši jako součást Ravennského exarchátu. Název znamená „pět měst“, protože vévodství tvořila pětice přístavů na pobřeží Jaderského moře (Rimini, Pesaro, Fano, Sinigaglia a Ancona) s nevelkým vnitrozemským zázemím. Jižní hranici tvořila řeka Musone, hlavním městem bylo Rimini. Vévodství bylo založeno roku 554. Bohatlo díky svému obchodnímu významu a provozovalo do značné míry nezávislou politiku, postavilo se například na stranu Řehoře III. proti obrazoborecké politice, kterou provozoval císař Leon III. Syrský. Byzantinci území ztratili v roce 752, kdy ho dobyl langobardský král Aistulf, kterého krátce nato porazil Pipin III. Krátký a věnoval roku 755 vévodství Pipinovou donací Papežskému státu.